# Esquimau américain
Pour les articles homonymes, voir Esquimau (homonymie).
L'esquimau américain (American Eskimo Dog) est une race de chien de compagnie originaire du Nord de l'Europe. Proche du type spitz, il descend du spitz allemand, ayant été renommé à la période de la Première Guerre mondiale par hostilité germanique, et conserve une certaine ressemblance avec le spitz japonais et le samoyède. Un chien spitz ou esquimau américain de l'âge de 2 ans peut aller jusqu'à 5 kg, pour un poids normal.
Le Kennel Club Américain reconnaît la race depuis 1994. et a fixé le standard actuel cependant le United Kennel Club a reconnu la race avant le Kennel Club Américain et il n'y a pas de différences de standard mis en place par les deux Kennels, l'esquimau américain a été reconnu comme chien de race dans le Kennel Club Canadien (CKC) depuis mars 2006.

## Historique
L'esquimau américain résulte de croisements entre le spitz allemand (notamment le spitz-loup) et le spitz japonais. Cette race n'est pas reconnue par la Fédération cynologique internationale (FCI).

## Standard

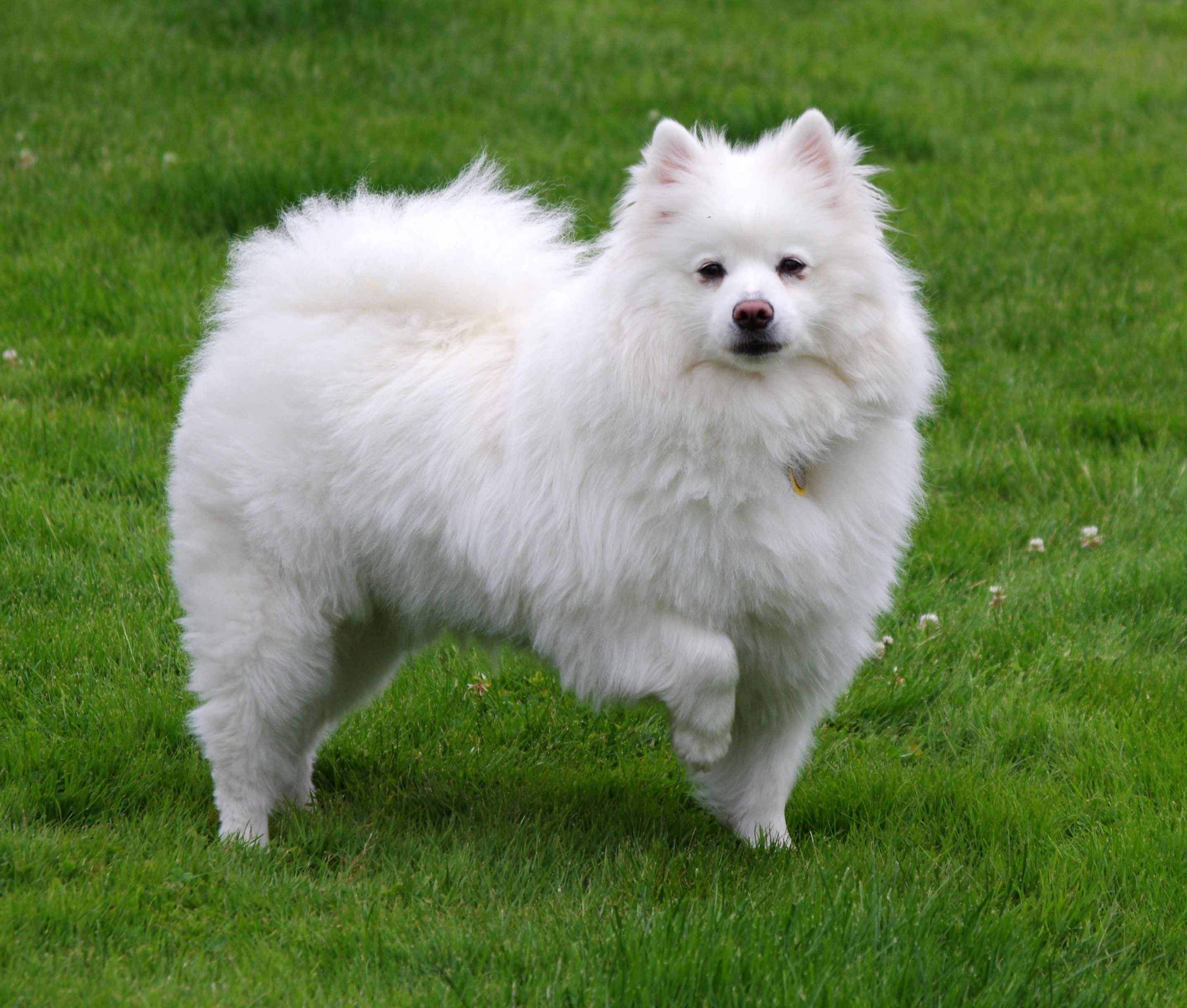
Un esquimau américain.

## Caractère
L'Esquimau américain est un chien très expressif, à tendance aboyeur, plutôt indépendant. Son caractère dépendra en partie de facteurs génétiques inhérents à la race et en partie de son éducation. il a besoin d'un toilettage régulier, de nourriture mesurée et il faut le dissuader d'aboyer.